# Ellenhall
Ellenhall är en ort och civil parish i Storbritannien.   Den ligger i grevskapet Staffordshire och riksdelen England, i den södra delen av landet, 200 km nordväst om huvudstaden London. Ellenhall ligger 111 meter över havet och antalet invånare är 126.
Terrängen runt Ellenhall är platt. Runt Ellenhall är det tätbefolkat, med 257 invånare per kvadratkilometer. Närmaste större samhälle är Stoke-on-Trent, 19,2 km norr om Ellenhall. Trakten runt Ellenhall består i huvudsak av gräsmarker.